# Lucas Chacana
Lucas Nicolás Chacana (San Miguel de Tucumán, 16 giugno 1993) è un calciatore argentino, attaccante della Jesina.

## Carriera
Ha giocato nella massima serie dei campionati argentino e rumeno.